# Nina Kraśko
Nina Kraśko (ur. 1945) – socjolog, nauczyciel akademicki, doktor habilitowany nauk humanistycznych.

## Życiorys
Absolwentka Instytutu Socjologii Uniwersytetu Warszawskiego. Stopień doktora nauk humanistycznych uzyskała w 1978 w Instytucie Socjologii Uniwersytetu Warszawskiego na podstawie pracy pt. Pojęcie sukcesu naukowego i jego rola we wspólnotach naukowych (na przykładzie środowiska naukowego Wrocławia). W 1998 w tej samej uczelni uzyskała stopień doktora habilitowanego na podstawie pracy pt. Instytucjonalizacja socjologii w Polsce 1920-1979. Profesor w Instytucie Stosowanych Nauk Społecznych Uniwersytetu Warszawskiego.
Po wydarzeniach marca 1968 na trzy lata rozstała się z pracą naukową. Pracę jako socjolog mogła podjąć w 1971 na Politechnice Wrocławskiej, gdzie poza dydaktyką zajmowała się problemami socjologii nauki, pojęciem i miernikami sukcesów naukowych. Przez kilka lat prowadziła zajęcia dydaktyczne w Uniwersytecie Marii Curie-Skłodowskiej i Akademii Medycznej w Lublinie, pracując w Międzyuczelnianym Instytucie Filozofii i Socjologii przy UMCS. W 1981 była związana z Ośrodkiem Prac Społeczno-Zawodowych przy Komisji Krajowej NSZZ Solidarność. Przez kilkanaście lat pracowała w Instytucie Książki i Czytelnictwa Biblioteki Narodowej, gdzie zajmowała się funkcjonowaniem wydawnictw, księgarni i czytelnictwa w okresie międzywojennym. Następnie związała się z Instytutem Stosowanych Nauk Społecznych Uniwersytetu Warszawskiego.
W kręgu jej zainteresowań naukowych są teorie socjologiczne, historia socjologii i historia społeczna oraz aspekty instytucjonalizacji w różnych dziedzinach życia.

## Publikacje
- Instytucjonalizacja socjologii w Polsce 1920-1970, Biblioteka Narodowa, Warszawa 1996
- Instytucje wydawnicze II Rzeczypospolitej, Wydawnictwo Naukowe PWN, Warszawa 2001
- Instytucjonalizacja socjologii w Polsce 1970-2000, Wydawnictwa Uniwersytetu Warszawskiego, Warszawa 2010